# Stephan Swenson
Stephan Wesley Marc Bill Dibongue Swenson (30 juni 2002) is een Belgisch basketballer.

## Carrière
Swenson speelde in de middelbare school voor de Westminster Academy in Fort Lauderdale. Hierna speelde hij vier seizoenen lang collegebasketbal voor de Stetson Hatters ondermeer samen met Aubin Gateretse. Hij speelde een laatste jaar voor de UC Santa Barbara Gauchos. In de NBA draft van 2025 werd hij niet gekozen. Hij tekende zijn eerste profcontract bij de Portugese eersteklasser Sporting CP.

### Nationale ploeg
Swenson speelde in de nationale jeugdploegen van België.